# Armodoris antarctica
Armodoris antarctica Minichev, 1972 è un mollusco nudibranchio della famiglia Akiodorididae.